# Alt Maestrat

L'Alt Maestrat és una comarca valenciana del nord i muntanyosa, amb capital a Albocàsser. Limita al nord amb els Ports, a l'oest amb l'Aragó, al sud amb l'Alcalatén i a l'est amb el Baix Maestrat i la Plana Alta.

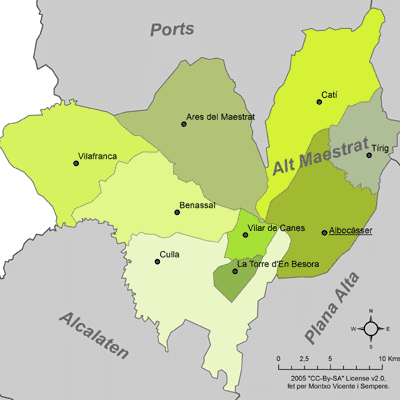
Mapa municipal de l'Alt Maestrat abans de la reforma de 2023

L'Alt Maestrat, declarat lloc d'interès comunitari per la Generalitat Valenciana, és una comarca de relleu molt accidentat com a punt més alt la Mola d'Ares amb 1.315 metres d'altura sobre el nivell del mar. El Maestrat és una terra seca, de pobles petits, de gent que hi ha viscut sempre de conrear la seva terra i pasturar el ramat. Hi ha estat els antics habitants de la comarca els que més han marcat aquest territori a sobre les vessants de les muntanyes per poder-hi aprofitar la terra transformant així el seu paisatge. Terrasses i més terrasses fetes amb pedra seca són un distintiu de l'Alt Maestrat. La comarca està composta pels pobles d'Albocàsser, Ares del Maestre, Benassal, Catí, Culla, Tírig, La Torre d'en Besora, Vistabella del Maestrat, Benafigos, Atzaneta del Maestrat i Vilar de Canes. Quasi tots es troben a sobre d'una mola, amb carrerons estrets i costeruts. La localitat de Vilafranca també formava part de la comarca fins a l'octubre del 2022, quan va passar a formar part de la comarca d'Els Ports.
L'ICV publica el 30 de desembre del 2022 el canvi de comarca de quatre pobles, Vistabella del Maestrat, Benafigos i Atzaneta del Maestrat passen de la comarca de l'Alcalatén a l'Alt Maestrat i la Serratella passa de la Plana Alta a l'Alt Maestrat.
Els seus recursos naturals avui dia són els excel·lents formatges de merescuda fama, mel o torrons que endolceixen el paisatge i fan amable la seva visita.

## Història
Les terres de l'Alt Maestrat són terres seques, agrestes, de barrancs profunds entre parets de roca i on els primers habitants d'aquestes terres, fa milers d'anys, pintaren als seus abrics escenes de la vida quotidiana i la mitologia. Així, el museu de la Valltorta a Tírig és un gran referent de les pintures rupestres prehistòriques. Junt amb aquest, el de la Nevera d'Ares del Maestre, que ens apropa als usos de la neu i el gel i com es transportava amb matxos per camins cap a la Plana litoral. Aquests i més, repartits pels diferents pobles de la comarca, ens apropen a la manera de viure i entendre la terra dels seus habitants, a la seua filosofia de vida.
L'Alt Maestrat dedicat a la ramaderia, de la llet de les seves vaques, ovelles i cabres es comercialitzen magnífics formatges artesans. Amb ells cal afegir-hi també la mel, els torrons o l'oli d'oliva. Tots els productes que naixen de l'aprofitament dels seus recursos naturals.
Però també s'hi poden trobar treballadors del vímet, de la fusta. Els seus oficis tenen les seves arrels en una cultura i una mena de viure antiga.
El seu treball es converteix així en una manifestació sociocultural de la zona on viuen, però també ha esdevingut en un atractiu més per a la gent que visita la comarca.
L'Alt Maestrat és una terra de contrast, de terres seques i boscos de roures, de barrancs pelats i d'altres amb una vegetació exuberant, de muntanyes inacabades i de verds valls. Són moltes les excursions que podem fer: a banda del GR-7, que el creua en gran part del seu terme, hi trobem nombrosos senders de menut recorregut [PR] i senders locals [SL] als diferents pobles. Molins, ermitoris, faixes, llogarets rurals, es complementen amb una natura agrest que conserva boscos de roures i carrasques centenàries, aurons, xops, boixos… que a la tardor emplenen el paisatge d'un cromatisme espectacular.
Durant la guerra civil espanyola entre el 21 i el 31 de maig de 1938 diverses poblacions de la comarca foren bombardejades per la Legió Còndor.
A l'any 2022 es va produir una modificació a la comarcalització del País Valencià que va afectar un cert nombre de municipis. Una de les comarques més afectades va ser l'Alt Maestrat, del qual es va disgregar el municipi de Vilafranca, alhora que s'hi van agregar els municipis d'Atzeneta del Maestrat, Benafigos, la Serratella i Vistabella del Maestrat.

## Geografia

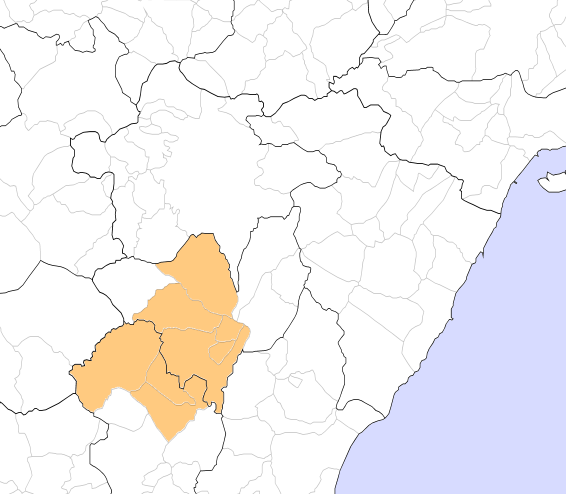
Localització de la comarca natural de l'Alt Maestrat segons l'estudi de comarcalització d'Emili Beüt i Belenguer.

Hi hagué una antiga delimitació comarcal de l'Alt Maestrat en què formaven part els municipis d'Atzeneta del Maestrat, Benafigos, i Vistabella del Maestrat, però els darrers anys es trobaven a la comarca de l'Alcalatén. Aquesta antiga delimitació apareix al mapa de comarques d'Emili Beüt "Comarques naturals del Regne de València" publicat l'any 1934. Des de 2023 tornen a estar incloses en la comarca de l'Alt Maestrat.
Es tracta d'una comarca de relleu prou abrupte que té en la Mola d'Ares (1.318 m.) el seu punt més alt. Aquestes muntanyes s'engloben dins de l'anomenat sector ibèric valencià i es poden distingir dues subunitats del relleu diferenciades: les serres i corredors prelitorals, i el sistema tabular més a l'interior de la comarca.
Pel que fa a les serres i corredors prelitorals del Maestrat, dir que es tracta d'una sèrie de serralades paral·leles a la costa separades per valls o corredors interiors de tipus graven (foses tectòniques). Segueixen una orientació NNE-SSO, corresponent a la Serralada Costanera Catalana. El corredor més interior és el de Catí, on s'inclouen els municipis del mateix Catí, Vilar de Canes, la Torre d'en Besora i Atzeneta del Maestrat. A continuació (a l'est), s'alcen l'alineació de serres d'Esparreguera i Valldàngel (aquesta darrera ja al Baix Maestrat), i el corredor d'Albocàsser, Tírig i les Useres. Després, la Serra d'en Galceran que dona pas al corredor de Les Coves, amb les poblacions de les Coves, La Salzadella, La Torre d'en Doménec, Vilanova d'Alcolea, Benlloc, etc. Aquest sistema, com s'observa, abasta un territori supracomarcal, de fet continua la successió de serres i corredors fins a la línia litoral, amb la Serra d'Irta com a límit oriental.
El sistema tabular, més a l'interior de la comarca, i que també mostra un traçat que supera els límits comarcals, es localitza cap al sud de Morella, arribant fins al riu Millars. Es tracta d'un relleu subtabular, poc plegat però molt afectat per les falles de distensió, el basculament i l'erosió. Trobarem un paisatge amb muntanyes de cims plans, separades per gorges excavades per rius (com les de la rambla Carbonera i els dels rius de Montlleó i Vilafermosa). Les moles, que algunes vegades presenten estrats totalment plans, i altres vegades suaus plecs sinclinals penjats, solen superar els 1.000m d'alçària i estan ocupades per les pastures o per cultius cerealístics. Podem destacar les següents moles de nord a sud: Mola d'Ares (1.318m), el pla de Vilafranca i el pla de Vistabella (1.100m), que enllaça amb la gran mola de Penyagolosa (1.814m). Ací encara és ben palesa l'orientació ibèrica, amb domini de la cobertora mesozoica que apareix a vegades de manera plegada i, en altres, en forma de moles o formes subtabulars.

### Clima i vegetació
Els hiverns són freds, els estius són més frescos que en el clima mediterrani típic, i les precipitacions abundants, a l'hivern solen caure precipitacions en forma de neu. Presenta una vegetació de boscos de pins, carrasques, roures i sotabosc mediterrani.

### Economia
Les principals fonts de riquesa són l'agricultura de secà (cereals, raïm i olives) i la ramaderia ovina i cria de bestiar. La comarca té molt poca indústria. Benassal és una altra de les seues poblacions, famosa pel seu balneari de la Font d'En Segures, mentre que Albocàsser, la capital comarcal, és un centre agrícola de conreus variats.

## Municipis
Les dades bàsiques dels «12 municipis», amb les xifres de població del padró municipal d'habitants 2023, són:
| Municipi                | Habitants (2023) | Sup. (km²) | Dens. (2023) (hab./km²) |
| ----------------------- | ---------------- | ---------- | ----------------------- |
| Atzeneta del Maestrat   | 1.319            | 71,2       | 18,3                    |
| Albocàsser              | 1.302            | 82,3       | 14,9                    |
| Benassal                | 1.026            | 79,6       | 13,4                    |
| Catí                    | 724              | 102,3      | 7,0                     |
| Culla                   | 480              | 116,3      | 4,1                     |
| Tírig                   | 430              | 42,3       | 9,9                     |
| Vistabella del Maestrat | 369              | 151,0      | 2,2                     |
| Ares del Maestrat       | 174              | 118,7      | 11,9                    |
| la Torre d'en Besora    | 164              | 11,9       | 14,1                    |
| Vilar de Canes          | 159              | 15,9       | 10,6                    |
| Benafigos               | 135              | 35,6       | 3,9                     |
| la Serratella           | 110              | 18,8       | 5,1                     |
| l'Alt Maestrat          | 6.392            | 845,8      | 7,4                     |

Els partits judicials als quals pertanyen els municipis són:
- Castelló de la Plana: Albocàsser, Benassal, Culla, La Torre d'en Besora, Vilafranca i Vilar de Canes.
- Vinaròs: Ares del Maestrat, Catí i Tírig.

Hi ha tres mancomunitats de municipis :
- Mancomunitat Turística del Maestrat. S'integren municipis dels Ports, l'Alt i Baix Maestrat. De la comarca de l'Alt Maestrat formen part: Albocàsser, Ares del Maestrat, Benassal, Catí i Culla.
- Mancomunitat Comarcal Els Ports. A més dels municipis d'aquesta comarca, també hi forma part Ares del Maestrat.
- Mancomunitat Castelló Nord. Agrupa municipis de diferents comarques del nord de la província, i del Baix Maestrat solament el de Catí.

### Vies de comunicació
La CV-15 arriba paral·lela a la Rambla Carbonera des de la Plana de Castelló al sud. A l'altura d'Albocàsser surt una bifurcació, la CV-164 cap a la mateixa població i que la comunica també amb la CV-10, més a l'est.
La CV-15, continua el seu camí cap a l'interior en direcció a Ares del Maestrat i Vilafranca. Pocs quilòmetres a l'oest del Coll d'Ares, surt una via, la CV-12 en direcció a Morella.
Per a arribar a la resta municipis, cal desviar-se per successives carreteres comarcals que surten de la CV-15.

## Personatges històrics destacats
- General Cabrera (Carlisme), anomenat el tigre del Maestrat.
- Carles Salvador, mestre de Benassal.
- Gegant del Mas Blanc, heroi popular de Tírig.

## Llocs d'interés
- Ermita i Hostatgeria de Sant Pau d'Albocàsser. Declarat Monument Històric Artístic Nacional. A la fi del segle xvi, al costat de la primitiva ermita, comença a aixecar-se l'hostatgeria ampliada en el segle xviii per dues ales portificades als costats. L'hostatgeria s'articula al voltant d'un pati central porticat (amb sortida al prat per portada de mig punt), amb destacat ràfec treballat en pedra, i des del qual s'accedeix tant al temple com a la cuina, xemeneia i antigues quadres.
- Barranc de la Valltorta. Allí trobarem una bona mostra d'art rupestre d'època mesolítica. El Museu i les pintures rupestres del Barranc de la Valltorta, que juntament amb les del Barranc de Gasulla formen una àrea cultural d'interès internacional, declarada per la UNESCO com Patrimoni de la Humanitat, formen una àrea d'imprescindible visita.
- Nucli històric d'Ares del Maestrat. Està situat al peu de la Mola d'Ares (1.318 m), presidit per les restes d'un Castell. Podem gaudir d'una arquitectura gòtica característica i bonics monuments d'interès.
- Castell de Corbó a Benassal. Declarat Bé d'Interés Cultural el 2002, fou alçat sobre un assentament del Bronze que fou ocupat posteriorment en les èpoques ibèriques i romanes. Als seus peus va existir un poblat musulmà.
- Font d'en Segures. La coneguda popularment com plaça i font dels xorros, és una construcció feta amb blocs de pedra picada culminada amb una impressionant cúpula de forma triangular. Realitzada en acabar la Guerra civil espanyola per l'arquitecte castellonenc Vicent Traver és on se situa la font d'on brota la famosa aigua de Benassal.
- Nucli urbà de Catí. Va ser declarat Conjunt Historicoartístic el 7 de març de 1979. I Bé d'interès cultural el dia 22 d'octubre de 2004.
- Santuari de la Mare de Déu de l'Ortisella. Construïda en 1566 i dedicada a la Patrona de Benafigos, està situada a 1,3 km del poble. Al voltant del Santuari hi ha diversos espais per a l'esbarjo.
- Santuari de Sant Joan de Penyagolosa. Monument historicoartístic dels segles del XIV al XV. Situat a 9 km de Vistabella del Maestrat, es configura com l'element arquitectònic emblemàtic de la zona.
- Església de l'Assumpció de Vistabella del Maestrat. Dels segles xvii i XVIII.

Espais naturals:
- Barranc dels Horts. Espai natural relíctic, d'incalculable valor ecològic i social, i únic a nivell del País Valencià i de l'estat espanyol. Un paisatge majestuós, regat per fonts cristal·lines i en el qual es troben diverses microreserves de flora. És propietat de la Fundació Natura de La Caixa i es troba al terme municipal d'Ares del Maestrat.
- El Rivet. Paratge Natural Municipal de Benassal, està enclavat entre les impressionants muntanyes del Maestrat, un immens paisatge de moles i barrancs per on circulen encaixats rius i rambles.
- Barranc de la Pegunta a Vistabella del Maestrat. Microreserva de flora.
- La Picossa a Vistabella del Maestrat. Microreserva de flora.

## Festes, fires i celebracions populars
- Mostra de Ramaderia de Benassal. Se celebra anualment des de fa poc temps.
- Fira Tradicional d'arts i oficis antics d'Atzeneta del Maestrat, 7 de desembre.